# James Condamin
Pour les articles homonymes, voir Condamin.
James Condamin, né le 22 mars 1844 à Saint-Chamond (Loire) et mort le 4 mai 1929 à Lyon (Rhône), est un prêtre, chanoine, qui fut professeur de littérature à la Faculté catholique de Lyon (1877-1926).
Il est l'auteur de nombreux ouvrages d'histoire littéraire et d'érudition religieuse ainsi que de récits de voyages. Il est enterré dans le cimetière de Saint-Chamond (sépulture familiale).

## Biographie

### Origines
James Condamin est originaire de la Vallée du Gier (département de la Loire), située entre Saint-Étienne et Lyon, mais le plus long de sa vie professionnelle s'est déroulé dans cette dernière grande métropole. Il a également voyagé dans presque toute l'Europe, en Afrique du Nord, en Égypte et au Proche-Orient. Son milieu de naissance est une petite ville de 8 500 habitants marquée par l'industrie mais dont l'activité rurale est très présente.
On y trouve aussi un tissu religieux catholique serré et de très ancienne implantation :
- plusieurs églises pour trois paroisses : Saint-Ennemond, Saint-Pierre, Notre-Dame ;
- les souvenirs des communautés des Capucins et des Minimes dispersés par la Révolution ;
- les Ursulines, leur pensionnat (1821) et leur chapelle (1826) ;
- les sœurs Saint-Joseph et Saint-Vincent (charité et assistance) ;
- les sœurs  Saint-Charles et leur école de filles depuis 1807 ;
- les Carmélites (1869) ;
- les sœurs de Bon-Secours (1870) ;
- l'Hospice, servi depuis 1810 par les religieuses Augustines ;
- le collège des Pères maristes, installé en 1850 dans l'ancien couvent des Minimes (actuel Hôtel de Ville).

Rayonnait également par son voisinage immédiat, l'institution Notre-Dame-de-l'Ermitage, fondée par Marcellin Champagnat (1789-1840) et qui comptait 280 frères contrôlant 48 écoles et 5 à 6000 élèves en 1840.
Son grand-père paternel, Joseph Condamin (1770-1836) était cordonnier à Saint-Chamond et mourut dans cette commune. Sa grand-mère maternelle s'appelait Marie Étiennette Micolet (1772-1828) ; elle est née et décédée à Saint-Chamond.
Le père de James Condamin se prénommait Pierre Marie. Il est né à Saint-Chamond le 8 mai 1809 et mort dans cette même ville le 20 septembre 1891. L'état civil le désigne comme "propriétaire rentier". La mère de James Condamin s'appelait Étiennette Gonin, née le 11 décembre 1821 et morte le 15 octobre 1902.

### Enfance et études

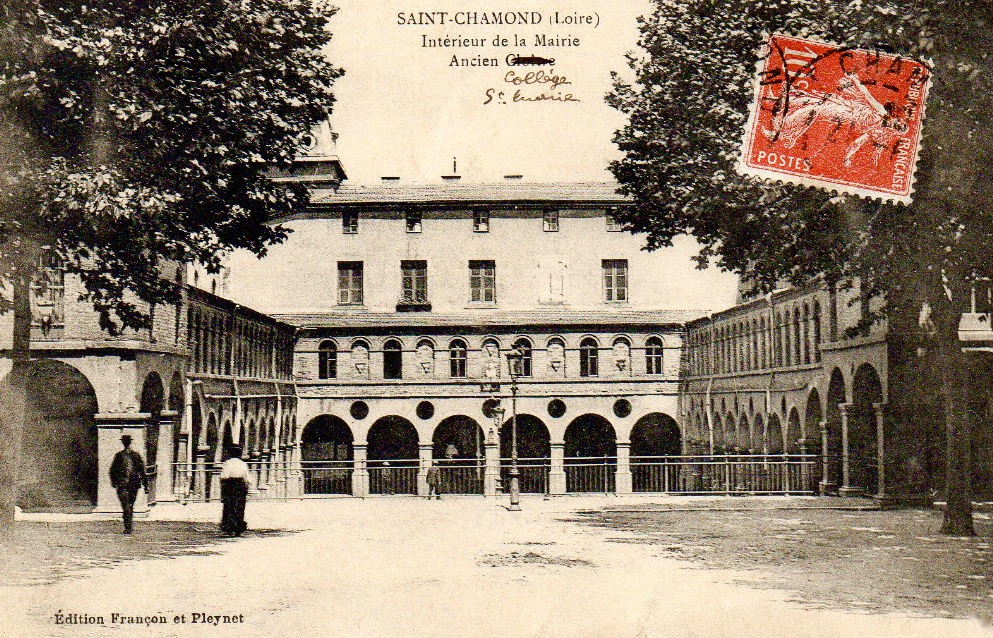
Ancien collège Sainte-Marie à Saint-Chamond. James Condamin y entra en 1858.

Le mariage des parents de James Condamin eut lieu en juin 1839. En mars 1840, un garçon mort-né est déclaré à l'état civil. Jean Pierre "James" naît quatre ans après ce drame, le 22 mars 1844, au domicile familial.
Il fut admis au collège des Pères maristes en octobre 1858. Élève brillant, il obtint le baccalauréat ès-lettres et décida d'entrer au Grand Séminaire de Saint-Irénée, à Lyon. En 1868, il fut ordonné prêtre.

### Frère et neveux
James Condamin était l'aîné d'un frère prénommé Jacques "Joanny" (1851-1925), marchand de soies, qui épousa Annette Pailhade. Celle-ci, sous la signature de "Mme Joanny Condamin", fut l'une des dessinatrices de l'ouvrage de James Condamin, Histoire de Saint-Chamond et de la seigneurie du Jarez (1890).
Jacques et Annette eurent trois enfants : Paul (1896-1897), Ennemond (1899-1966) et Jean (1902-1984). À l'égard de ces derniers, James Condamin manifestait la réelle affection d'un oncle pour ses neveux. Par exemple, en 1902, il dédie à Ennemond sa composition musicale Jehanne d'Arc ; et en 1925, âgé de 81 ans, il vient bénir le mariage de Jean avec Mlle Paule Ludiwine de Chapuys-Montlaville, fille du baron et de la baronne de Chapuys-Montlaville, en l'église de Beauzac (Haute-Loire).

### Enseignement et thèses de doctorat
Après sa prêtrise, James Condamin est affecté au collège Sainte-Marie de Saint-Chamond, puis à l'école cléricale de Saint-Pierre (toujours à Saint-Chamond) et enfin au petit Séminaire de Montbrison (Loire) comme professeur de rhétorique. Il a déjà entamé ses recherches pour ses sujets de thèses de doctorat.
En décembre 1876, il se voit décerner le grade de docteur en théologie avec sa première thèse : Étude historique sur saint Ennemond, évêque de Lyon.
En août 1877, il soutient deux thèses pour le grade de docteur ès lettres ; la première en latin : De Q. S. F. Tertulliano, vexatae religionis patrono et praecipuo, apud Latinos, christianae linguae artifice ; la seconde en français : Essai sur les Pensées de J. Joubert.

### Professeur à la Faculté catholique de Lyon
James Condamin commence d'enseigner en octobre 1877 à la Faculté catholique de Lyon en tant que professeur de littérature étrangère. 

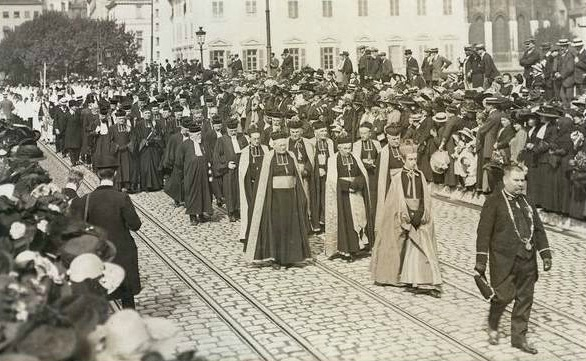
Le recteur, Mgr Lavallée, et les doyens de la Faculté catholique de Lyon en 1912.

En 1890, il est chargé de la littérature française. En 1906, il devient doyen de cette faculté, ayant, notamment, sous son autorité l'un de ses anciens élèves : Louis Aguettant. L'année 1913, il est promu chanoine honoraire. Et en 1926, doyen honoraire de la Faculté des lettres. Au total, il enseigne à la Faculté catholique de Lyon de 1877 à 1926, soit quarante-neuf ans.

### Auteur, voyageur

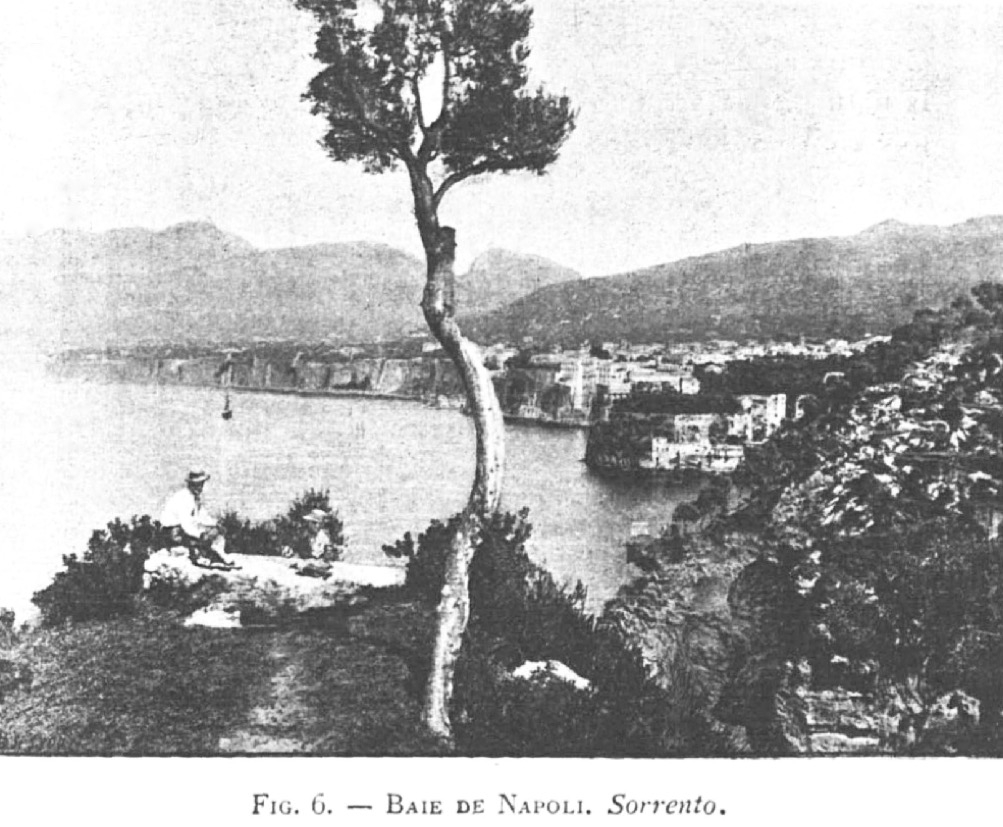
Baie de Naoli, Sorrento (James Condamin).

La plupart de ses ouvrages sont publiés dans la période où il est professeur à la Faculté catholique de Lyon. James Condamin s'est intéressé particulièrement au poète chrétien, traditionaliste, Victor de Laprade (1812-1883) et à Thérèse d'Avila (1515-1582). Il réédite deux textes de jeunesse de Frédéric Ozanam qui étaient, alors, épuisés en librairie : ses thèses de doctorat ès lettres.
Condamin est une figure de l'érudition ecclésiastique de son époque. Il est aujourd'hui surtout cité pour l'une de ses monographies savantes : Histoire de Saint-Chamond et de la seigneurie du Jarez (1890). Mais il est l'auteur de dix-sept études, souvent volumineuses, et de deux manuels destinés aux études de français.
Il possède les langues anglaise, allemande, russe et espagnole. Ses récits de voyages sont des narrations très descriptives, incluant parfois des passages didactiques (par exemple sur saint Augustin quand Condamin séjourne à Bône en Algérie). Ils n'ont pas de vocation philosophique. James Condamin en a publié onze sous le pseudonyme de J. de Beauregard.

### Musicien
Homme de culture et d'une curiosité jamais satisfaite, James Condamin se passionne aussi pour la musique. Il est le rédacteur de nombreuses partitions et compositions musicales, la plupart publiées par l'éditeur lyonnais "Veuve E. Béal". Parmi celles-ci, on relève : Cronstadt, hymne russe et fantaisies, dédiés aux marins de France et de Russie ; La Jarézienne, marche solennelle, dédiée par l'auteur à ses compatriotes du Pays du Jarez ; Jehanne d'Arc, marche triomphale pour piano. Pour quelques-unes d'entre elles, il a recours aux œuvres du poète forézien Louis Mercier (1870-1951).

### Homme d'Église

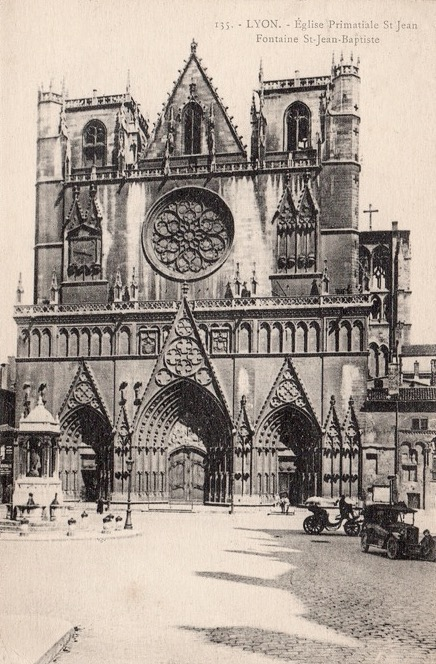
primatiale de Lyon : James Condamin y était chanoine.

Le professeur James Condamin est chanoine de la Primatiale Saint Jean à Lyon depuis 1890. À ce titre, il exerce donc, épisodiquement, une activité ecclésiastique.
Il prêche dans les principales églises de Lyon et du diocèse, prononce des sermons, stations et prédications de carême.

## Œuvres

### Études
- 1876 - Saint Ennemond, évêque de Lyon : sa vie et son culte.
- 1877 - Essai sur les Pensées de J. Joubert.
- 1877 - Essai sur les pensées et la correspondance de J. Joubert.
- 1877 - De Q. S. F. Tertulliano vexatae religionis patrono et paecipuo apud Latinos christianae linguae artifice.

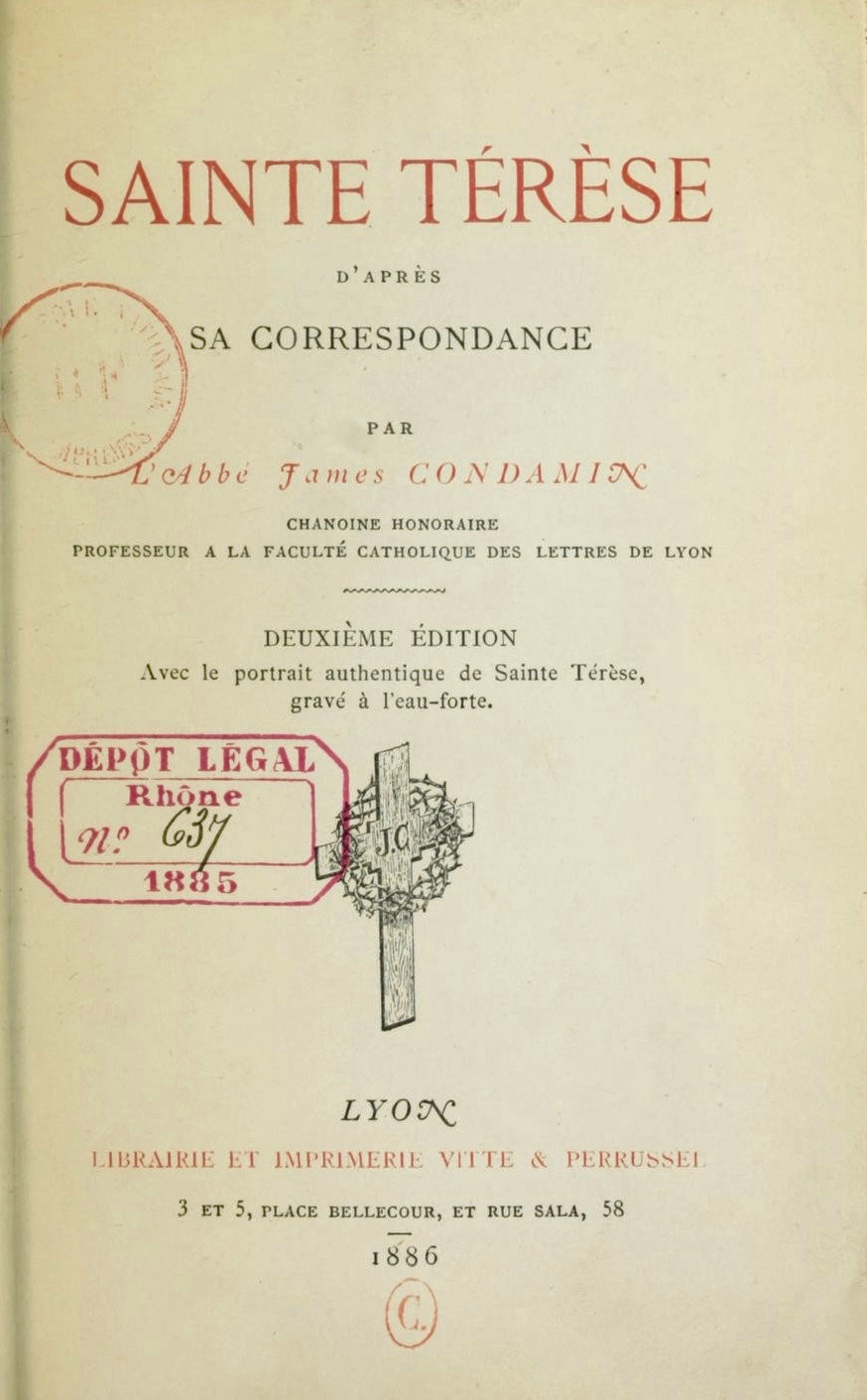
Sainte-Thérèse d'après sa correspondance, 1886.

- 1883 - La Ballade du roi de Thulé, essai de critique littéraire et musicale sur le Lied de Goethe (Paris, E. Leroux).
- 1883 - Études et souvenirs. Croquis artistiques et littéraires.
- 1885 - Histoire de Saint-Bonnet-le-Château par deux prêtres du diocèse de Lyon, tome 1, abbés James Condamin et François Langlois.
- 1885 -  La composition française du baccalauréat : conseils et plans synoptiques.
- 1886 - Sainte-Thérèse d'après sa correspondance.
- 1886 - La Vie et les œuvres de V. de Laprade avec une lettre de François Coppée.
- 1887 - Histoire de Saint-Bonnet-le-Château par deux prêtres du diocèse de Lyon, tome 2, abbés James Condamin et François Langlois.
- 1889 - La composition française : conseils et plans synoptiques pour traiter 850 sujets.
- 1889 - Études et souvenirs : croquis artistiques et littéraires.
- 1889 - Rome et Léon XIII.
- 1890 - Histoire de Saint-Chamond et de la seigneurie de Jarez depuis les temps les plus reculés jusqu'à nos jours.

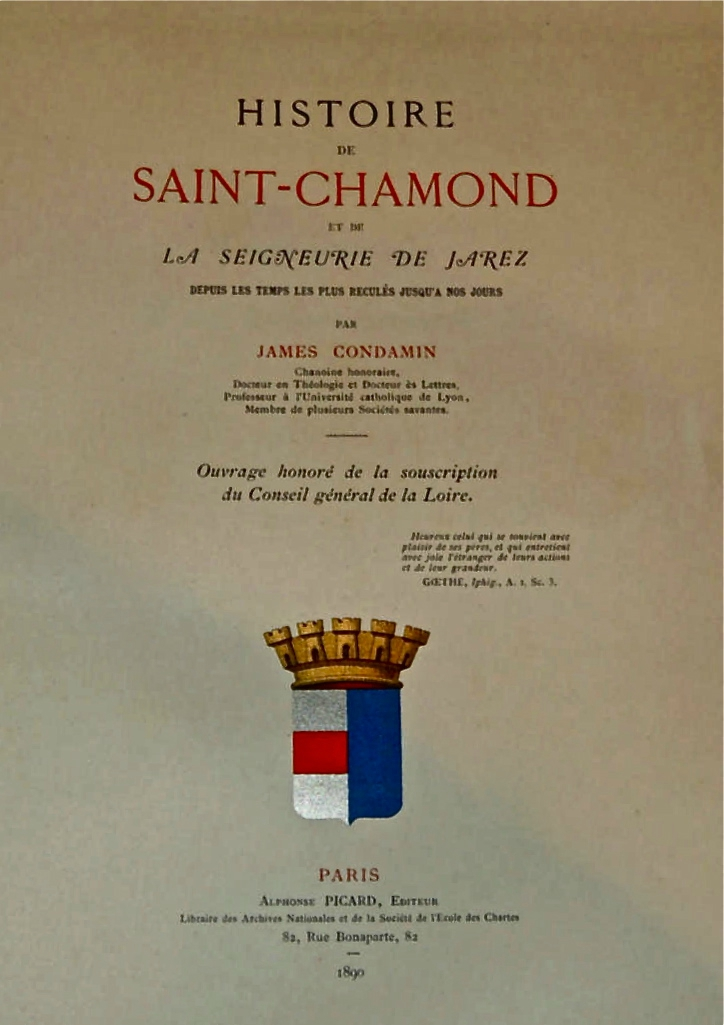
Histoire de Saint-Chamond, 1890.

- 1896 - Vie et œuvre de Victor de Laprade.
- 1897 - Vie de la bonne mère Marie de Jésus, née Sophie de la Rochetière, fondatrice et première supérieure générale des religieuses de Marie-Thérèse.
- 1910 - Le centenaire du doctorat ès-Lettres (1810-1910) : étude d'histoire universitaire.
- 1926 - Répertoire des citations, pensées, aphorismes, mots célèbres, définitions, proverbes, etc...

### Récits de voyage, sous le nom de J. de Beauregard

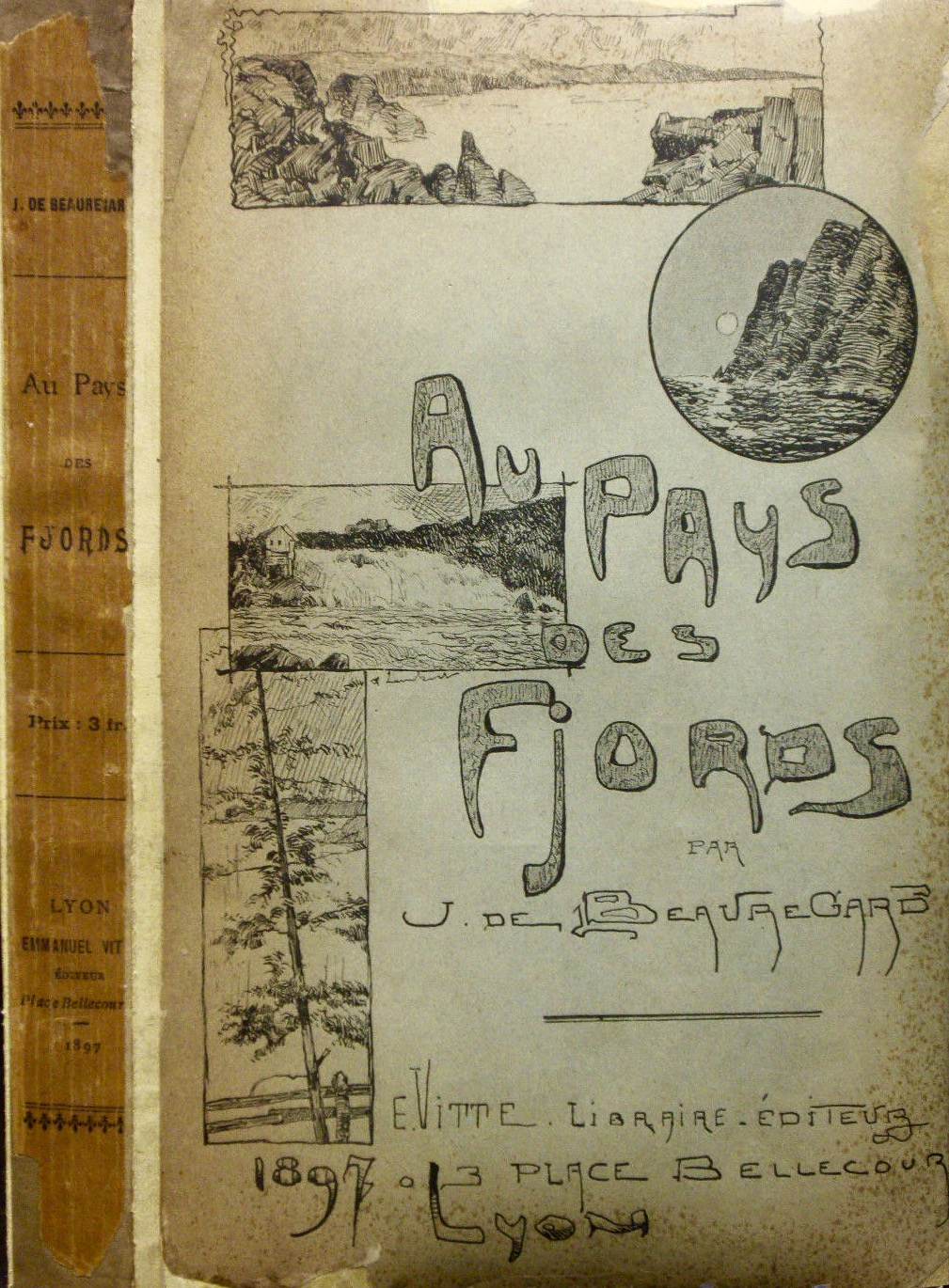
Au pays des Fjords, 1897.

- 1888 - Du Nord au Midi de l'Espagne.
- 1891 - De Paris à Vienne par Oberammergau.
- 1893 - Chez nos amis de Russie.
- 1894 - En Zig-Zag aux Pays-Bas et sur les bords du Rhin : Belgique, Hollande, Provinces rhénanes.
- 1895 - Du Vésuve à l'Etna, et sur le littoral de l'Adriatique.
- 1896 - Aux rives du Bosphore.
- 1897 - Au pays des Fjords (Danemark, Suède, Norvège).
- 1898 - De Saint Augustin aux rives du Tage (Tunisie, Algérie et Portugal).
- 1899 - Parthénon, Pyramides, Saint Sépulcre (Grèce, Égypte, Palestine).

### Traductions
- 1883 - Histoire générale de la littérature du Moyen Âge en Occident, de A. Ebert (trad. Joseph Aymeric et James Condamin).
- 1912 - La Cour de Philippe IV et la décadence de l'Espagne : 1621-1665, de Martin Hume (trad. P. Bonnet et James Condamin), prix Langlois de l’Académie française.

### Éditions
- 1902 - Martyrologe de la Sainte Église de Lyon : texte latin inédit du XIIIe siècle transcrit sur le manuscrit de Bologne, publié par J.B.Vanel et James Condamin.
- 1913 - Deux œuvres de jeunesse de Frédéric Ozanam, rééditées à l'occasion des fêtes du premier Centenaire de sa naissance (1813-23 avril 1913), précédées d'un avant-propos par James Condamin[15].

## Citations
- "Sainte-Thérèse est attachante parce qu'elle nous raconte son âme", Sainte-Thérèse d'après sa correspondance, 1886, p. 115.
- "L'école laïque, cette triste spécialité de la France", Au pays des Fjords (Danemark, Suède, Norvège), 1897, p. 203.

### Références

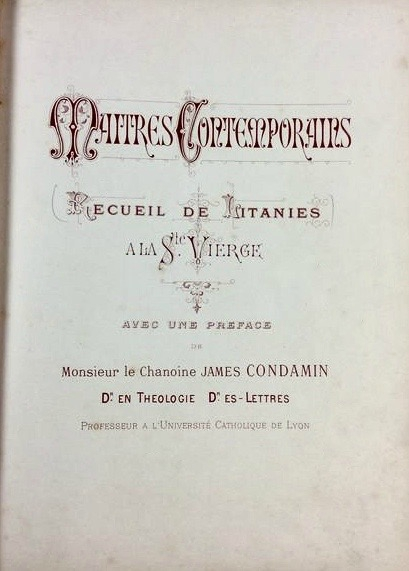
Recueil de litanies à la Sainte Vierge, préface, 1888.